# Rhodopechys alienus
Il trombettiere alirosa africano (Rhodopechys alienus Whitaker, 1897) è un uccello passeriforme appartenente alla famiglia Fringillidae.

## Etimologia
Il nome scientifico della specie, alienus, deriva dal latino alius, "straniero", in riferimento al loro areale isolato.

## Descrizione

### Dimensioni
Misura 13–15 cm di lunghezza.

### Aspetto
Si tratta di uccelli dall'aspetto simile a quello di un canarino, con becco conico e robusto, testa arrotondata, ali allungate e coda squadrata, dalla punta leggermente forcuta.
Il piumaggio è bruno su faccia, petto, fianchi e dorso, mentre ali e coda sono nere, ventre e sottoala sono biancastri e nuca e sopracciglia sono di colore grigiastro: è presente dimorfismo sessuale, coi maschi che presentano anche la fronte di colore nero e (caratteristica questa dalla quale deriva il nome comune) decise sfumature di colore rosa su gola, copritrici e orli delle remiganti e talvolta anche sulla faccia.

## Biologia
Si tratta di uccelli dalle abitudini diurne, che possono riunirsi in stormi durante il periodo invernale, ma che solitamente si muovono in coppie, passando la maggior parte della giornata alla ricerca di cibo al suolo o fra i rami bassi.

### Alimentazione

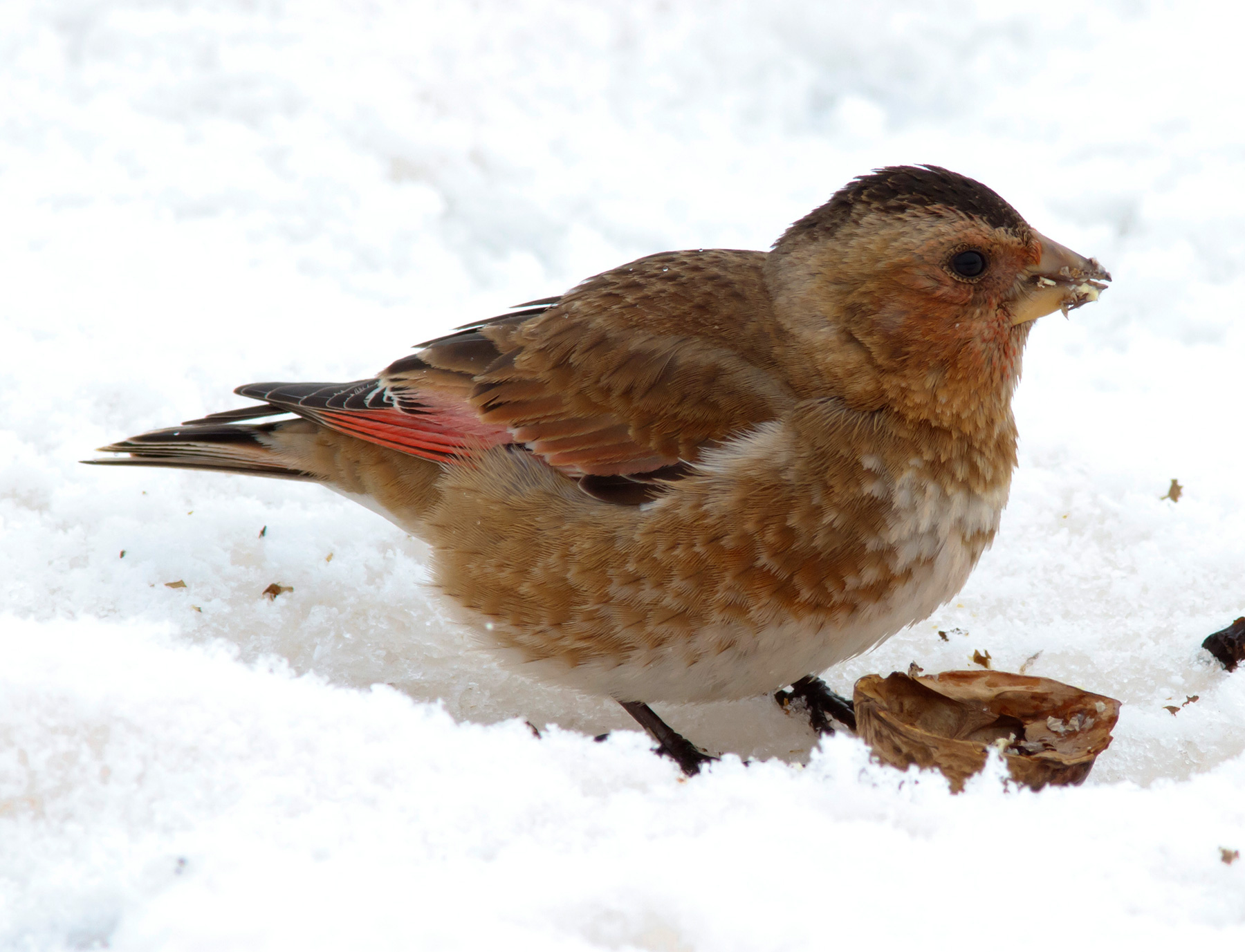
Maschio si nutre al suolo in Marocco.

I trombettieri alirosa africani sono uccelli perlopiù granivori, la cui dieta si compone in massima parte di semi e granaglie, ma anche di altro materiale di origine vegetale (germogli, boccioli, bacche) ed occasionalmente di alimenti di origine animale (insetti, larve ed altri piccoli invertebrati).

### Riproduzione
Il periodo degli amori si estende dalla metà di maggio alla metà di luglio: durante questo periodo, le coppie tendono a isolarsi e a risultare territoriali nei confronti di eventuali intrusi.
Il nido, a forma di coppa, viene costruito dalla sola femmina (col maschio che staziona nei dintorni) al suolo, riparato fra rocce e vegetazione: esso si compone di erba secca e radichette intrecciate, ed al suo interno vengono deposte 4-5 uova azzurrine. La cova dura 12-13 giorni ed è a carico della femmina, col maschio che fa la guardia ai dintorni e si occupa di reperire il cibo: i pulli, ciechi ed implumi alla nascita, vengono imbeccati da ambedue i genitori e sono in grado di involarsi a 16-17 giorni dalla schiusa.

## Distribuzione e habitat
Come intuibile dal nome comune, il trombettiere alirosa africano è diffuso in Nordafrica, dove abita con sue popolazioni disgiunte i monti dell'Alto Atlante in Marocco e i monti dell'Aurès in Algeria nord-orientale.
L'habitat di questi uccelli è rappresentato dalle aree collinari e pedemontane e dalle aree aperte semiaride e rocciose, con presenza di vegetazione per nutrirsi e riprodursi e di fonti d'acqua dolce. Durante l'estate, essi tendono a salire di quota, mentre d'inverno scendono più a valle per sfuggire ai rigori del clima .

## Tassonomia
Per lungo tempo considerato una sottospecie del trombettiere alirosa asiatico col nome di Rhodopechys sanguineus alienus, negli ultimi anni si è fatta sempre più forte l'ipotesi che le due popolazioni rappresentassero realtà una superspecie, ed attualmente si tende a considerarle come due specie separate nell'ambito dello stesso genere.